# Eutrichopodopsis imitans
Eutrichopodopsis imitans är en tvåvingeart som beskrevs av Blanchard 1966. Eutrichopodopsis imitans ingår i släktet Eutrichopodopsis och familjen parasitflugor. Inga underarter finns listade i Catalogue of Life.